# Keszü
Keszü is een plaats (község) en gemeente in het Hongaarse comitaat Baranya. Keszü telt 1024 inwoners (2001).